# E. Randol Schoenberg

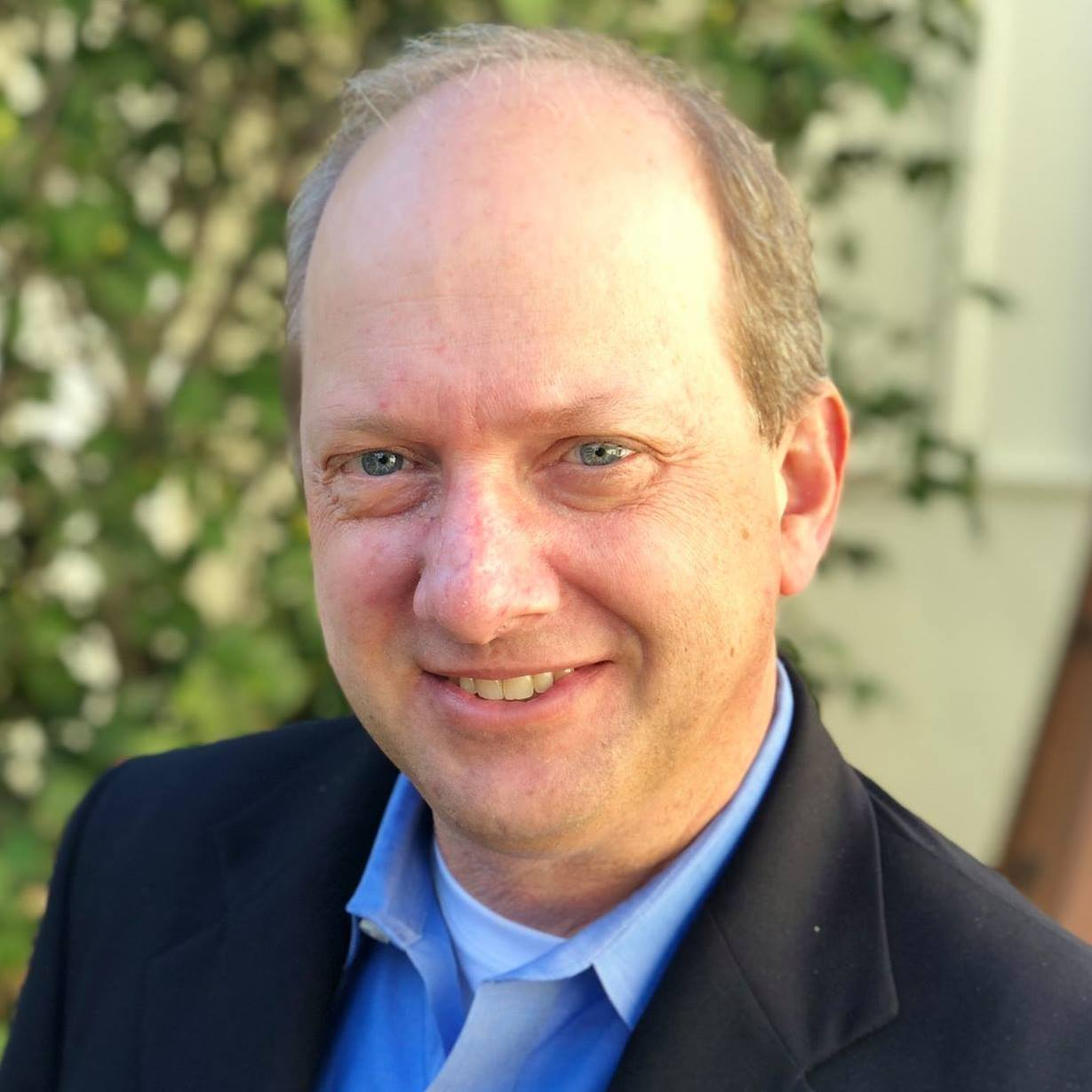
E. Randol Schoenberg, 2017

Eric Randol Schoenberg (* 12. September 1966 in Santa Monica) ist ein US-amerikanischer Anwalt mit einer Kanzlei in Los Angeles. Er ist der Enkel der österreichischen Komponisten Arnold Schönberg und Erich Zeisl.

## Karriere
Schoenbergs Vater Ronald (* 1937) war auch schon Jurist und als Richter tätig; dessen Frau, Randols Mutter Barbara (* 1940), ist eine Tochter von Erich Zeisl.
Er wurde durch den Fall um Maria Altmann bekannt. Bei dem Rechtsstreit zwischen Altmann und der Republik Österreich setzte er die Rückgabe von fünf Gemälden von Gustav Klimt, die der Familie in der NS-Zeit entzogen wurden, durch. Es handelte sich um die Gemälde Adele Bloch-Bauer I (die goldene Adele), Adele Bloch-Bauer II, Apfelbaum, Buchenwald/Birkenwald und Häuser in Unterach am Attersee. Österreich hatte die Rückgabe der Bilder lange Zeit verweigert. Maria Altmann und ihre Miterben waren aber vor einem in den Vereinigten Staaten bestellten Schiedsgericht, zu dem Österreich letztlich seine Zustimmung gegeben hatte, nachdem der Oberste Gerichtshof der USA 2004 eine Klage in den Vereinigten Staaten für zulässig erklärt hatte, 2006 erfolgreich.  Randol Schoenberg arbeitete auf Erfolgshonorarbasis, das sich auf Basis des Wertes der Bilder errechnete. Er erhielt für seine anwaltliche Vertretung somit ein Honorar von mehreren Millionen US-Dollar. Er wurde für den Film „Adele’s Wish“ interviewt, der sich mit dem Fall beschäftigt. Im Film Die Frau in Gold, der 2015 veröffentlicht wurde, kam ihm, gespielt von Ryan Reynolds, neben Maria Altmann, gespielt von Helen Mirren, eine Hauptrolle zu.
Randol Schoenberg war neben seiner Anwaltstätigkeit bis 2015 als Präsident am Los Angeles Museum of the Holocaust tätig.

## Schriften (Auswahl)
- Apropos Doktor Faustus: Briefwechsel Arnold Schönberg – Thomas Mann 1930–1951. Czernin, Wien 2008, ISBN 978-3-707-60275-3.
- Brief biographical history and genealogy of Nuria Schoenberg Nono. In: Schoenberg & Nono. S. 11–25, OCLC 605131867.
- The most famous thing he never said. In: Arnold Schönberg und sein Gott. S. 27–30, OCLC 695794965.
- Arnold Schoenberg and Albert Einstein: their relationship and views on Zionism. In: Journal of the Arnold Schoenberg Institute. Band X, Nr. 2, S. 134–187. Arnold Schoenberg Institute, Los Angeles 1987, OCLC 18794292.